# Trachea fuscogrisea
Trachea fuscogrisea är en fjärilsart som beskrevs av Embrik Strand 1921. Trachea fuscogrisea ingår i släktet Trachea och familjen nattflyn. Inga underarter finns listade i Catalogue of Life.